# П'єр Лоран Емар
П'єр-Лоран Емар (фр. Pierre-Laurent Aimard; нар. 9 вересня 1957, Ліон) - французький піаніст.

## Біографія
Учень Івонни Лоріо у Паризькій консерваторії, з 12 років був знайомий з Мессіаном. Працював безпосередньо з композитором над вивченням його творів, ставши одним з найвитонченіших інтерпретаторів його музики. Згодом продовжив своє навчання під керівництвом Марії Курчо та Дьордя Куртага. У 1973 стає володарем першої премії Конкурсу Олів’є Мессіана. У віці 19 років був запрошений П’єром Булезом і протягом 18 років був солістом Ансамблю Інтерконтемпорен, ставши виконавцем багатьох прем’єрних виконань творів сучасної музики. Емар широко відомий, як ключова фігура у сучасній музиці. Як соліст, Емар здійснив прем’єри таких творів як Répons П. Булеза, Klavierstück XIV К. Штокгаузена та 11-го та 13-го етюдів Д. Лігеті. У 2012 році став першим виконавцем фортепіанного концерту Т. Мюрая Désenchantement du Monde.

## Репертуар
Попри свою славу видатного виконавця сучасної музики (Булез, Лігеті, Штокгаузен, Лахенман, Картер та ін.), він відомий своїми оригінальними інтерпретаціями творів композиторів класиків (Баха, Моцарта, Шопена, Шумана, Дебюссі, Равеля, Бартока, Веберна).

## Записи
Одним з найвідоміших його записів є запис двох перших зошитів Етюдів Лігеті. Здійснив також велику кількість записів творів класичної музики, серед яких п’ять фортепіанних концертів Бетховена (на запрошення Ніколауса Арнонкура з Камерним оркестром Європи), фортепіанні концерти Равеля (з Клівлендським оркестром), Турангаліла-симфонія Мессіана (з Берлінським філармонічним оркестром), Мистецтво фуги Баха.

## Педагогічна діяльність
Професор фортепіано та камерної музики Вищої консерваторії музики і танцю у Парижі та Вищої школи музики у Кельні. Є почесним членом Королівської музичної академії.